# Kufeirit
Kufeirit (àrab: كفيرت, Kufayrit) és una vila palestina de la governació de Jenin, a Cisjordània, al nord de la vall del Jordà, a uns 16 kilòmeters a l'oest de la ciutat de Jenin. Segons el cens de l'Oficina Central Palestina d'Estadístiques (PCBS) tenia 2.446 habitants en 2007.